# Ring's End
Ring's End est un hameau du Cambridgeshire, en Angleterre.